# 林于如連續殺人案
林于如連續殺人案，又稱南投連續殺人案，是臺灣南投多起在2009年發生的倫常命案。2009年南投縣埔里鎮年僅27歲的婦女林于如，因積欠賭債，為詐領保險金，殺害自己的母親、毒死婆婆及丈夫，最高法院在2013年6月14日判處死刑定讞，成為台灣第四位女性死囚。現已羈押在台中女子監獄等待槍決。因犯案情節重大、震驚社會，媒體稱之為「南投黑寡婦」、「埔里黑寡婦」，或以1995年在華視播出的劇集《驚世媳婦》，形容林于如為「南投驚世媳婦」或「埔里驚世媳婦」。2024年，憲法法庭受理由張人堡等37名死刑犯提出的死刑釋憲案。

## 案發過程
林于如為臺南人，高職畢業，原為酒女，由於樣貌秀麗、服務周到，是店內的紅牌小姐，收入頗豐，但在酒店時染上六合彩賭癮，始終入不敷出，而後與酒客劉宇航相戀交往，劉宇航曾為羽毛球國手，且家族在南投埔里經營臭豆腐批發，家道殷實，因林于如已經懷孕，劉宇航不顧家人反對，迎娶林女。但林于如婚後依然嗜賭六合彩，因而積欠多筆賭債，還向地下錢莊借貸，共計新臺幣兩千多萬元，雖然劉家給了林于如一大筆錢供其還債，但依然嚴重不足，因此林于如意圖詐取保險金殺人。
2008年8月16日，埔里一家知名臭豆腐餐廳因林于如供貨不穩定，打算中止合作，林于如不滿，以煤油在夜間縱火燒店。
11月間，林于如在臺南的娘家將其母親推下樓梯，導致其母親頭部重創不治，獲得新臺幣五百萬元的保險理賠金。
2009年5月，林于如在網路上查詢投毒方式，先在食物中下藥，使婆婆因身體不適而住院，在醫院裏，林于如在點滴瓶中加入安眠藥、抗抑鬱藥、乙醇、甲醇和農藥的融合液體，毒殺婆婆鄭惠升。
6至7月間以同樣手法試圖殺害丈夫劉宇航，先在食物中下藥，使劉宇航因身體不適而住院，但這次林于如在醫院裏點滴瓶內加入毒藥時，被護理師發現，護理師緊急將點滴瓶取下更換，並質問林于如，林于如卻辯稱她只是覺得點滴流得不順，想要通一通點滴瓶而已。但護理師非常機警，將劉宇航的病床特別看管，也將「投毒的點滴瓶」留下，這次劉宇航得以大難不死。不久，劉宇航又因所謂的「急性腸胃炎」被送入醫院，林于如這次刻意選擇單人病房，以隔絕護理師的干擾，並在病房內點滴瓶投入毒藥，將劉某毒死。
保險公司理賠人員發覺林于如的親人連續死亡，因此向警方檢舉，案件因而曝光。警方查出，林于如也已幫自己的小姑與兒子投保，疑似也意圖謀害小姑與兒子，當然護理師留存的「投毒的點滴瓶」，也成為呈堂証供。
林女的律師提出，2016年台灣人口的平均智商約為104，林于如的智商經過鑑定僅有57，屬於智能障礙，又有憂鬱症，不應處死。但法官並不採信，法官認為林女有高職學歷，還可以長期簽賭六合彩，參研明牌，設局謀害多名親人，應無智能障礙的問題，因此決定維持林女死刑判決。

## 起訴與審判
- 2010年4月被南投地檢署求處3個死刑。[3]
- 2011年5月20日，南投地方法院合併審理判處死刑[4]，但在2012年2月間上訴至二審時台中高等法院改判無期徒刑。[5][6]
- 2012年6月7日此案經最高法院發回更審後[7]，9月12日判處死刑[8]，最後在2013年6月14日最高法院判處死刑確定。[9]
- 2024年，憲法法庭受理由張人堡等37名死刑犯提出的死刑釋憲案[2]。

## 參看
- 陳瑞欽連續殺人案：在1985年-2003年間連續詐保謀殺二任配偶與三個兒子，2003年因姦殺陳姓婦人被捕到案，2013年4月19日遭槍決。
- 媽媽嘴命案：媽媽嘴咖啡店店長謝依涵，謀殺店內顧客陳姓富商與其妻，以謀財害命，連續二審都判處死刑，後發回更審，最後判無期徒刑定讞。
- 張介宗連續殺人案：2025年發生於前鎮區的命案。

## 外部連結
- 林于如：在這個全民公審的年代 | 台灣廢除死刑推動聯盟